# Укроборонсервіс
Укроборонсервіс (УОС) — державне підприємство, основним напрямком діяльності якого є реалізація державних інтересів України у сфері експорту та імпорту продукції і послуг військово-технічного та спеціального призначення.

## Напрямки діяльності
- Здійснення операцій з експорту, імпорту та реалізації товарів військового призначення.
- Розробка, виготовлення, реалізація, придбання, ремонт, модернізація та утилізація озброєння, військової техніки, військової зброї і боєприпасів до неї.
- Організація і проведення в Україні та за її межами заходів гуманітарного розмінування.
- Випробування і сертифікація всіх видів озброєння, військової техніки і боєприпасів.
- Реалізація військового майна.
- Утилізація всіх відомих видів боєприпасів, ракет, палива та виробів спецхімії.
- Виробництво, випробування складових частин наземної космічної інфраструктури.
- Здійснення науково-технічної діяльності, у тому числі науково-дослідних і дослідно-конструкторських робіт.
- Проектування, монтаж, виконання пусконалагоджувальних робіт внутрішніх і зовнішніх інженерних мереж і систем.
- Виробництво та ремонт вогнепальної зброї невійськового призначення.
- Організація навчання і перепідготовки (підвищення кваліфікації) іноземних військових фахівців.